# 老挝王国空军
老挝王国空军（法语：Aviation Royale Laotiènne – AVRL），英文缩写RLAF，是老挝王国武装部队（FAR）的空军军种。存在于1955年1月28日至1975年5月2日。

## 历史
1954年日内瓦会议确定法国殖民军撤出印支三国后，法国人在撤退前于1955年1月28日为老挝王国成立军用航空机构是“老挝航空”（Aviation laotiènne），担任空中观察和运输任务。随着法国人从印度支那撤出，老挝航空得到了美国的军事援助，1960年8月演变成老挝王国空军（RLAF）。1961年1月9日，美国总统艾森豪威尔要求泰国向老挝王国空军提供6架 AT-6攻击机组成轻型打击能力，作为对苏联空中桥梁援助老挝中立派军队的回应。作为回报泰国得到了美国补偿的五喷塞斯纳T-37. 三名能飞AT-6的老挝飞行员于1月15日首飞成功。其中一架T-6于1961年1月17日被击落。泰国王家空军第63中队的4名志愿泰国飞行员补充了老挝王国空军，于2月中旬开始执行飞行任务。剩下的大部分T-6在3月份损失，其中两架在空中相撞，一架被地面火力集中坠毁，另一架在训练飞行中丢失。至此老挝王国空军几乎全军覆没。1961年3、4月间，18名美国空军军官自愿退役并加入老挝王国空军，驾驶道格拉斯A-26“入侵者”攻击机执行Millpond 行动。后增加了四名美国航空公司的飞行员。然而，猪湾入侵之后的政治考虑阻止了入侵者攻击机的使用。
1961年4月美国开始建造老挝的空中桥梁并进行摄影侦察工作。老挝王国空军的运输机增加到13架C-47，第一次重要空运将三个营的老挝王家陆军运送到萨姆纽瓦。美国还通过泰国空军提供了另外10架 AT-6用于地面攻击任务。1961年4月，在从琅勃拉邦机场起飞的AT-6飞机进行的四架飞机中，老挝的Khampanh中尉使用非制导航空火箭弹击落了苏联的Il-4。这是老挝王国空军唯一的空对空胜利。1961年5月，美国总统肯尼迪指示美国驻老挝大使在老挝担任事实上的军事指挥官，在老挝的所有空袭都需要美国大使的批准，美国空军在大使馆武官办公室是大使在老挝使用空中力量的职能部门。
老化的AT-6的缺点对美国越来越明显，南越空军退役的T-28计划移交给老挝，但由于1962年5月10日日内瓦会议达成休战而没有交付。老挝空军飞行学员于1962年6月被送往泰国华富里进行T-28训练。
老挝中立国际协定于1962年7月23日签署，并于10 月生效。1962年10月6日，美国军事援助顾问团的最后一个成员按照协议离开老挝撤到泰国。所有美国技术人员和顾问都在外交掩护下被任命为武官办公室工作人员。
尽管持续战损，但T-28的存量最终在美国的支持下迅速增长到1973年的75架。还一次获得了10架AC-47武装直升机。由于老挝和苗族的兵员不足，不断扩大的机队的试点采购总是有问题，飞行员队伍用泰国雇佣军飞行员和美国航空公司的美国人填满。1970年至1972年巅峰期间每年对巴特寮进行30,000架次战斗飞行，同时执行基本的后勤运输任务。到1973年美国撤出印度支那时，老挝王国空军共有180架定翼飞机和直升机。
老挝内战再次爆发时，有五名T-28飞行员在佐治亚州穆迪空军基地训练。1963年7、8月5架T-28飞到万象。美国还提供了炸弹和火箭弹。由于政变失败，其中一架T-28很快在万象坠毁。1963年9月Chert Saibory中尉驾一架T-28叛逃北越。1963年10月26日，美国国务院向安克志大使发出电报，批准使用T-28拦截北越飞往巴特寮解放区的补给航班。
1964年3月在泰国开始水泵行动以训练更多的老挝飞行员，38名空中突击队员和4名T-28D教练员在泰国乌隆空军基地。1964年3月，安克志大使说服了美国国务院扩大老挝空军的适用范围；1964年5月17日T-28在石缸平原执行了第一次针对巴特寮的空中打击任务。昂格尔当天向 RLAF 发布了大使馆的军械库存。水泵行动将其四架T-28 转交给老挝。两天后，十架T-28从南越运抵。为了弥补飞行员的损失，在水泵行动的老挝飞行员毕业前，美国大使馆的需求办公室秘密招募了五名来自美国航空的志愿飞行员称为“A 团队”，于1964年5月25日进行了第一次空中打击；两架T-28在未命中目标时被防空火力损坏。如果美国飞行员落入敌人手中，可能会产生政治后果，需求办公室从泰国空军第223 中队引进泰国飞行员，进行为期6个月的任务，即“萤火虫行动”。这些招募的泰国雇佣飞行员被称为“B团队”，于1964年6月1日开始执行战斗飞行任务。老挝飞行员被称为“C团队”。到1964年6月，当7号公路和13号公路交叉口受到巴特寮军队的威胁时，老挝王国空军有20架T-28和13名老挝飞行员，另有十名老挝飞行员学员即将结束训练将于1964年8月9日上岗。十名泰国和六名美国飞行员也可以立即执行任务。还有另外四架 T-28。南越空军提供了15架额外的T-28。1964年6月，一个T-28小队轰炸了贡勒在康凯的中立主义军队总部，成功地让贡勒将他的联盟从巴特寮转向王国政府。作为后续，A队还袭击了石缸平原的巴特寮的中国人员训练营。
北越防空火力造成的威胁在老挝北部稳步升级。这导致将经验丰富的泰国B队飞行员分配到老挝北部执行任务，而经验较少的老挝飞行员则将在老挝南部执行空中打击任务。
1964年8月4日东京湾事件后美国正式加入越南战争。老挝王国空军的行动和损失迅速升级。 9月30日，美国参谋长联席会议批准了美国空军建议的老挝东部目标清单。1964年10月14日，三架老挝的T-28飞机从沙湾拿吉开始空袭胡志明小道的北部终点穆嘉关。
到1965年8月，随着攻击机库存增加到24架T-28、3架RT-28和几架C-47，老挝王国空军的出动率急剧增加。1965年11月，5架美国陆军的O-1E“鸟犬”抵达，给前线空中管制员使用。 
到1966年春天，老挝王国空军已经发展到40架T-28。泰国的B队飞行员是飞行主力。1966年初有23名抵达老挝。
到1966年11月9日，“水泵行动”已经培训出42名老挝T-28飞行员。然而，由于叛逃和伤亡，只有24人仍在空军。
1967年初，北越军两次袭击了琅勃拉邦机场，摧毁了17架T-28。1967年5月20日至27日，老挝空军与美国空军一起对老挝南部的西哈努克小道110号公路进行了第二轮空袭。老挝空军参战41架次。
1967年底，7架T-28为南巴河战役的王国陆军提供空中支援，但缺乏空地协调使空袭无效。通过直升机对地面部队的后勤支持也被证明是不够的。1968年初南巴河战役惨败后，空中力量增加到45到50架T-28，另外还有25到30架在泰国储备。空军还拥有9架UH-34直升机和16架C-47。到1968年6月，由于T-28的损失、飞行员的损失以及由此导致的士气低落，空军的战术空中飞行次数减少到四年来最低。美国空军提供的“民用”航空专家增加到每个空中作战中心十名，负责所有T-28支援职能，以提高短期效率。结果12月的出击架次是1月的三倍，总计1,522次。到1968年底，T-28已经飞行了大约1万架次战斗飞行。1969年，空军美国顾问开始了几个旨在提高T-28飞行员士气的计划。最直接的是为每次出击的飞行员支付战斗奖金。泰国华欣还提供了逃生和躲避训练。
到1970年1月，中华人民共和国利用先前和老挝王国大联合政府的条约，在云南省以南通过老挝西部和泰老边境修建了一条公路，即援老抗美。在北本(Pak Beng)附近，遭到了老挝空军B队两架T-28空袭，摧毁了15辆卡车。然而，中国在该公路部署了400门不同口径的高射炮，阻止了对该公路工地的进一步空袭。
1970年尼克松总统的战阵“越南化”努力影响到了老挝。开始了针对老挝T-28飞行员的扩展培训计划。B队计划于1970年9月4日结束。然而老挝空军面临一些重大问题，T-28飞行员在战斗中平均仅存活20个月。另一个从未真正解决的弱点是缺乏合格的老挝机务维修和后勤人员。尽管如此，到1970年底，T-28作战飞行已达到3万架次。
1971年老挝空军战斗出动次数约为3万架次。
1972年末，王宝发动了最后一次攻势，再次试图夺回查尔平原。到1973年初，老挝王国空军的实力达到巅峰，拥有2,150 名人员和180架飞机，包括75架AT-28和8架AC-47，运输机和轻型飞机包括15架O-1 鸟狗和18架C-47，美国把南越的24架UH-34移交给老挝，使其达到43架。美国航空赠送了10架塞斯纳 T-41和10架C-123K运输机。1973年1月，老挝王国空军在22日签署停战协议之前飞行了4,482架次。
1973年4月，停战协议被打破，老挝空军恢复作战行动。可用的T-28减少到40架，每月出动率下降到约2千架次。八架AC-47中的2架被取消了作战功能。
1974年年中，美国航空结束了在老挝的业务。美国的补给线几乎关闭。由于缺乏燃料、备件和弹药，老挝王国空军迅速消耗殆尽。联合作战中心关闭。人员的境外培训停止。飞行员每月只飞行两个小时。
1975年4月14日，老挝王国空军进行了最后一次战斗出击。在王宝的指挥下，9架T-28袭击了向南驶往万象的巴特寮卡车车队，造成重大人员伤亡。1975年5月，随着西贡陷落，许多空军飞行员叛逃到泰国，带走的16架T-28后来被交给了菲律宾空军。